# 哈登 (慕尼黑市辖区)

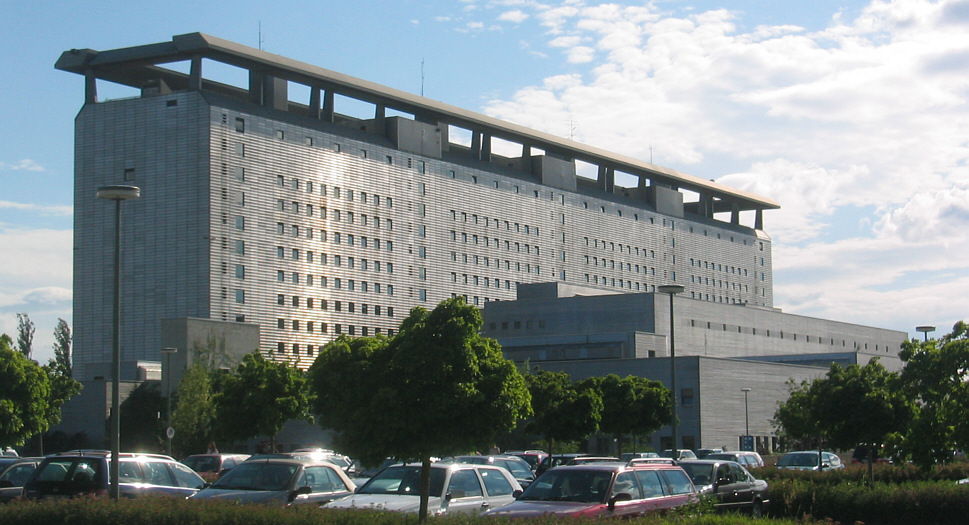
大哈德恩医院

哈登（德語：Hadern）是德国巴伐利亚州首府慕尼黑的市辖第20区。

## 方位
哈登的范围大致沿南部的卡斯滕森林大道、东部的菲尔斯滕里德街、北部的森夫滕瑙街以及西部的城市边界伸展。面积达170公顷的森林墓园作为慕尼黑最大规模的墓园，其占用了整个市辖区约922公顷土地的近五分之一强。
与哈登相邻的分别是北部的市辖区帕兴-上门钦和莱姆、东部的市辖区森德灵-西公园、南部的市辖区塔尔基兴-上森德灵-福斯滕里德-菲尔斯滕里德-索恩、西南部的市镇诺伊里德以及西部的市镇普拉内格和格雷弗尔芬（均属慕尼黑县）。

## 次级区划
市辖区哈登共划分为三个区分区：位于96号高速公路（阿默湖街）以北的布鲁门瑙（Blumenau）、位于高速公路和武姆河谷街之间的新哈登（Neuhadern），以及位于武姆河谷街以南的大哈登（Großhadern）。在布鲁门瑙设有居民区布鲁门瑙和小哈德恩，新哈德恩设有居民区新哈登和库尔帕克定居点，而大哈登则还包含了森林陵园，另有大哈登站和大哈登医院站两座地铁站。

## 历史及描述

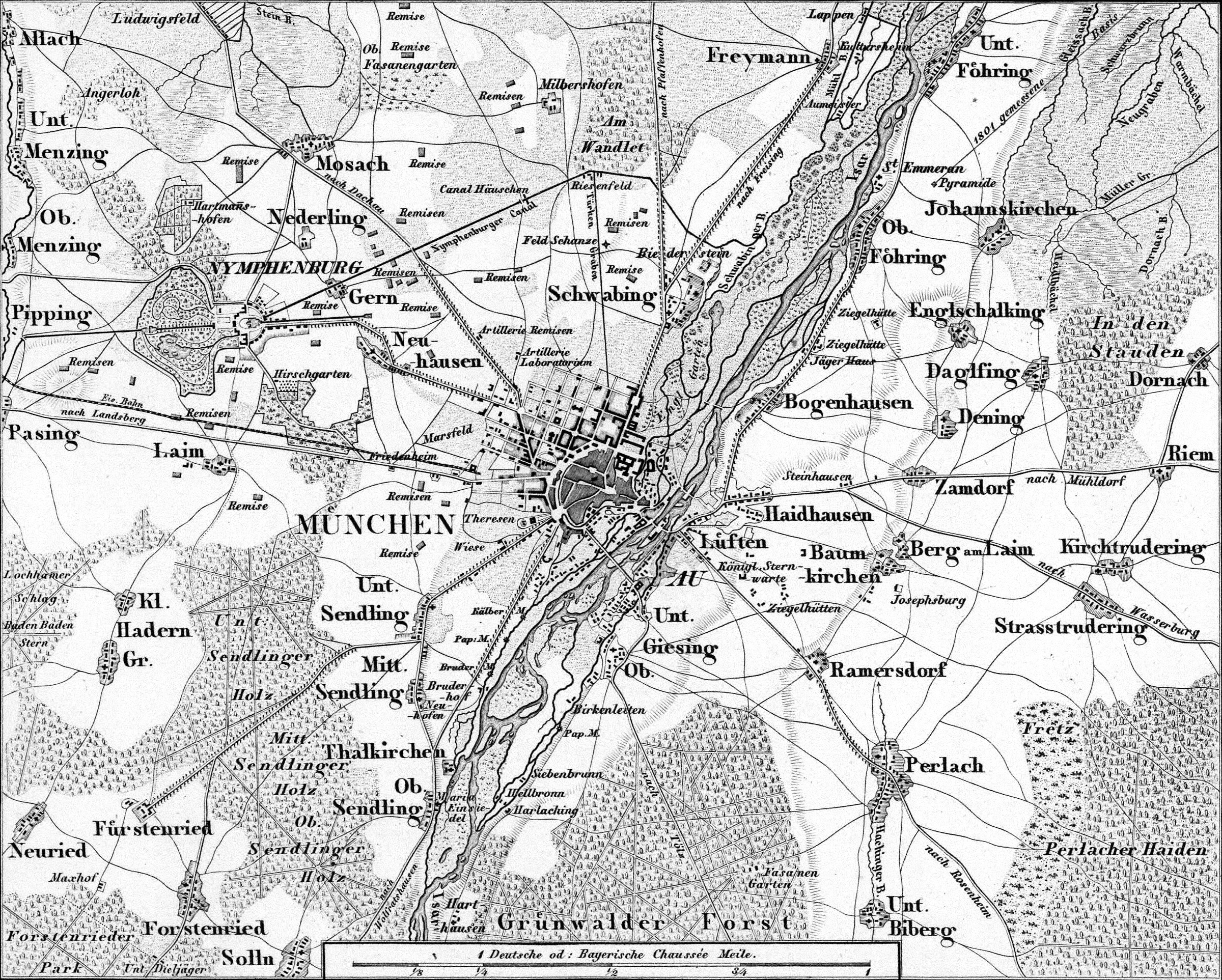
1856年地图中的大、小哈德恩

哈登原是一个农村，并在11世纪以的名义被首次提及。大哈德恩及小哈德恩则分别归属于贝内迪克特博伊恩修道院和舍夫特拉尔恩修道院。大哈德恩于1938年被并入慕尼黑。前农业定居点的结构在大哈德恩的历史村落中心周边仍然清晰可见。哈德恩广泛地方的城市规划景观都是由分布宽松的单户住宅所组成。早期的农业用地在第二次世界大战结束后至1980年代被兴建为大型屋苑（如布鲁门瑙）、复合型建筑（森特滕瑙街）以及在新哈德恩占有很大比例的社会保障住房。
在大哈登医院的南侧近些年来也兴起了住宅楼。自慕尼黑地铁6号线延长至医院（1993年）以来，市辖区便享有便利的公共交通服务。
慕尼黑大学的附属大哈德恩医院是慕尼黑最大规模的医院复合体。1994年，慕尼黑大学基因中心正式投入运营；1999年整个化学制药学院都搬迁至哈德恩。2004年，包含了生物二系（Department Biologie II）的讲座及科研运作的慕尼黑大学高科技园区生物中心（Biozentrums der HighTech CampusLMU）在大哈德恩至马丁斯里德作进一步扩建。从中长期看，这里还会将整个生物学院和其它自然科学学学院连同学社聚集在一起。
上巴伐利亚行政区儿童中心和相连的蒙台梭利学校、以及奥古斯丁老人院（Altenwohnstift Augustinum）及其所属的老人院诊所都是坐落于哈德恩的其它社会设施，医院为区内提供了较大比例的就业岗位。
人口的社会结构是以年青人为主，大多数有专业技能的工人和长者主要居住在老年保障房和单户住宅社区。哈德恩的外国人比例低于全市平均水平。

## 人口统计
(截至每年12月31日)
| 年份 | 人口   | 外国人（比例）  | 面积 （km²） | 人口密度 （每km²） | 来源及其它数据                                 |
| ---- | ------ | --------------- | ------------ | ------------------ | ---------------------------------------------- |
| 2000 | 41,689 | 7,526 (18.1 %)  | 9.2159       | 4,524              | 慕尼黑统计年鉴2001（页面存档备份，存于） (PDF) |
| 2001 | 41,858 | 7,614 (18.2 %)  | 9.2159       | 4,542              | 慕尼黑统计年鉴2002（页面存档备份，存于） (PDF) |
| 2002 | 42,563 | 8,051 (18.9 %)  | 9.2159       | 4,618              | 慕尼黑统计年鉴2003（页面存档备份，存于） (PDF) |
| 2003 | 42,823 | 8,364 (19.5 %)  | 9.2255       | 4,642              | 慕尼黑统计年鉴2004（页面存档备份，存于） (PDF) |
| 2004 | 43,396 | 8,683 (20.0 %)  | 9.2255       | 4,704              | 慕尼黑统计年鉴2005（页面存档备份，存于） (PDF) |
| 2005 | 43,981 | 9,024 (20.5 %)  | 9.2237       | 4,768              | 慕尼黑统计年鉴2006（页面存档备份，存于） (PDF) |
| 2006 | 44,993 | 9,218 (20.5 %)  | 9.2237       | 4,878              | 慕尼黑统计年鉴2007（页面存档备份，存于） (PDF) |
| 2007 | 46,059 | 9,744 (21.2 %)  | 9.2239       | 4,993              | 慕尼黑统计年鉴2008（页面存档备份，存于） (PDF) |
| 2008 | 46,385 | 9,947 (21.4 %)  | 9.2239       | 5,029              | 慕尼黑统计年鉴2009（页面存档备份，存于） (PDF) |
| 2009 | 46,490 | 9,973 (21.5 %)  | 9.2239       | 5,040              | 慕尼黑统计年鉴2010（页面存档备份，存于） (PDF) |
| 2010 | 46,851 | 10,076 (21.5 %) | 9.2239       | 5,079              | 慕尼黑统计年鉴2011（页面存档备份，存于） (PDF) |
| 2011 | 47,459 | 10,419 (22.0 %) | 9.2239       | 5,145              | 慕尼黑统计年鉴2012（页面存档备份，存于） (PDF) |
| 2012 | 47,949 | 10,914 (22.8 %) | 9.2239       | 5,198              | 慕尼黑统计年鉴2013（页面存档备份，存于） (PDF) |
| 2013 | 48,945 | 11,715 (23.9 %) | 9.2237       | 5,306              | 慕尼黑统计年鉴2014（页面存档备份，存于） (PDF) |
| 2014 | 49,874 | 12,587 (25.2 %) | 9.2237       | 5,407              | 慕尼黑统计年鉴2015（页面存档备份，存于） (PDF) |

## 政治
哈登上一次的区议会选举是在2014年3月16日。其议席分配如下：基社盟11席、社民党7席、绿党4席以及自民党1席。在哈登共35411名符合投票资格的居民中，有15715人行使了自己的表决权，选民投票率约为44.4%。